# Мене звати Хан
Мене звати Хан — боллівудський фільм 2010 року із індійською зіркою кіно Шахрух Ханом в головній ролі. Фільм ґрунтується на реальних подіях. Станом на серпень 2011 року за кількістю грошей, зароблених з прокату, це третій по успішності фільм Болівуду.

## Сюжет
Різван Хан, мусульманин з Індії, страждає від синдрому Аспергера. Його виховує мама, навчаючи його добру та толерантності. Під час зіткнень між мусульманами та індуїстами вона пояснює хлопцю, що люди не діляться за расою чи релігією, єдина різниця між людьми це те, що одні люди добрі, а інші - злі. Попри хворобу, Різван має відмінну пам'ять і дуже швидко вчиться. Будучи ще підлітком, він став дуже популярним в районі, бо міг полагодити будь-яку техніку.
Також у Різвана є здоровий брат Закір, який ревнує маму до свого хворого брата через те, що тому дістається вся увага. З часом брат переїжджає в Америку. Коли він став на ноги, він кличе матір переїхати до нього, але вона не хоче їхати без Хана. Закір погоджується оплатити переїзд і брата. Але мати помирає, перед смертю вона просить Хана пообіцяти їй, що він буде щасливий і поїде в Америку. Хан сам переїжджає до Сан-Франциско до свого брата і його дружини. Там він працює продавцем у фірмі, де працює Закір — він рекламує продукцію, ходячи по перукарнях. В одній перукарні він знайомиться із дівчиною Мандірою, в яку потім закохується. У Мандіри є син Сем, з яким Хан незабаром добре потоваришував. Попри протести його сім'ї (адже Мандіра індуїстка) вони одружуються і переїжджають у невеличке містечко, де Мандіра відкриває власну перукарню. Вони живуть щасливо до 11 вересня 2001 року, коли після гучного теракту ставлення до мусульман в Америці різко змінюється. Мандіра втрачає роботу і свою перукарню, її син зізнає утисків у школі як син мусульманина.

Весілля Різвана та Мандіри

Через якийсь час внаслідок конфлікту і бійки Сема із групою доросліших школярів на шкільному футбольному полі сина Мандіри вбивають. Це відбувається на очах у його найкращого друга. Хлопці погрожують вбити і його, якщо він щось скаже. Мандіра винить в усьому Хана, вважаючи, що її сина вбили за те, що він був мусульманином. Вона свариться з Ханом, і у відчаї вимовляє фразу "Піди і скажи всім, що ти не терорист! Піди і скажи президенту Америки, що ти не терорист!". Хан у зв'язку зі своєю хворобою сприймає слова буквально, і вирушає шукати зустрічі з президентом США. На своєму шляху він зустрічає багато людей, частина з них сприймала його вороже під впливом терактів, частина дружньо.
Під час подорожі Хан в одній із мечетей бачить, як імам розказує віруючим про Коран неправильно, закликаючи їх проливати кров за Аллаха. Хан заперечує йому і розуміє, що ця людина терорист. Він дзвонить в ЦРУ і розказує про це. Цей імам виявляється відомим небезпечним терористом, завдяки дзвінку Хана його заарештовують.
Серед натовпу, що вітають президента Буша, Хан зміг пробратися у перші ряди, і коли президент проходив повз Хан почав кричати "Містер президент, я не терорист!". Людям навколо почулося, що він кричить "Я терорист!", почалася паніка, Хана заарештовують. Його підозрюють у зв'язках з Аль-Каїдою, і намагаються з нього "вибити" інформацію про інших членів організації. Хан щиро не розуміє, що він нього хочуть.
Цього часу журналісти знімають про нього сюжет, дізнаються, що завдяки йому був заарештований відомий терорист, і Хан стає національним героєм для жителів Америки. Коли його нарешті випустили під тиском суспільства, зустрічати його зібрався невеличкий натовп на чолі із журналістами, які підійняли тему про нього на телебаченні. Та Хан виходить через задні двері і продовжує свою подорож. Але йому довелося звернути зі свого шляху — в новинах він почув про те, що внаслідок урагану Моллі штат Джорджія потерпає, люди гинуть. А там жили його друзі — мама з сином, з якими він познайомився під час мандрівки. Він повертається і допомагає жителям невеличкого містечка виживати. Всі будинки затоплені, люди переховуються у церкві, яка стоїть на пагорбі. Але церква стара, і не витримує страшної непогоди. Хан і місцеві мешканці як можуть укріплюють будівлю.

Різван Хан допомагає лагодити церкву під час негоди

Журналісти тим часом розшукують Хана, щоб продовжити сюжет. Вони дізнаються, де він, і знімальна група приїжджає в затоплене містечко, про яке влада повністю забула, і люди вже котрий день борються сам-на-сам з непогодою. Хан вдруге стає головним героєм всіх телеканалів - історія про те, як Хан, хворий від народження, допомагає боротися всіма покинутими людьми надихає інших американців, які теж починають приїжджати туди і допомагати людям відбудовуватися. Приїжджає і брат Хана зі своєю дружиною.
А тим часом друг Сема під впливом телевізійного сюжету, де взяли інтерв'ю у Різвана, розказує Мандірі, яка весь цей час безрезультатно намагалася добитися правосуддя та знайти вбивць сина, про те, як і хто вбив Сема. Злочинців судять. Згодом Мандіра приїжджає до Хана, прислухавшись до поради подруги, що не можна втрачати своє кохання. Під час її зустрічі з Різваном релігійний фанатик всаджує у Хана ніж за те, що після його дзвінка в спецслужби терориста посадили. Але Хан виживає, Мандіра вже поруч, після виписки з лікарні він продовжує шукати зустрічі з президентом, вже з новообраним Бараком Обамою, адже він обіцяв Мандірі. Та вони прийшли запізно, президент вже поїхав, але всі телевізійники побачили Хана - відбувалася пряма трансляція. І президент повертається, пішки, спеціально, щоб зустрітися з Ханом. Так завершуються неймовірні пригоди Різвана Хана, які надихнули і повернули віру в людство багатьом людям.

## Нагороди та номінації
56th Filmfare Awards (2011)
Виграв

Мене звати Хан

- Filmfare Award for Best Director – Karan Johar
- Filmfare Award for Best Actor – Shahrukh Khan
- Filmfare Award for Best Actress – Kajol

Був в номінації:
- Filmfare Award for Best Movie – My Name Is Khan
- Filmfare Award for Best Music Director – Shankar-Ehsaan-Loy
- Filmfare Award for Best Lyricist – Niranjan Iyengar for "Sajda"
- Filmfare Award for Best Lyricist – Niranjan Iyengar for "Noor-e-Khuda"
- Filmfare Award for Best Male Playback Singer – Adnan Sami and Shankar Mahadevan for "Noor-e-Khuda"
- Filmfare Award for Best Male Playback Singer – Rahat Fateh Ali Khan for "Sajda"
- Filmfare Award for Best Female Playback Singer – Shreya Ghoshal for "Noor-e-Khuda"

Zee Cine Awards (2011 )
Виграв:
- Zee Cine Award for Best Actor - Male – Shahrukh Khan
- Zee Cine Award for Best Director – Karan Johar
- Zee Cine Award for Best Playback Singer – Female – Richa Sharma – "Sajda"
- Zee Cine Award for Best Story – Karan Johar & Shibani Bhatija
- Zee Cine Award for Best Sound Design – Dileep Subramaniam
- Zee Cine Award for Best Marketed Movie

Був в номінації:
- Zee Cine Award for Best Film
- Zee Cine Award for Best Actor - Female – Kajol
- Sa Re Ga Ma Pa – Song of the Year – "Sajda"

Star Screen Awards (2011)
Виграв:
- Best Actor (Popular Choice)  – Shahrukh Khan
- Star Screen Award for Best Music Director – Shankar Ehsan Loy
- Ramnath Goenka Memorial Award

Був в номінації:
- Star Screen Award for Best Actor – Male – Shahrukh Khan
- Star Screen Award for Best Actor – Female – Kajol
- Star Screen Award for Best Male Playback – Rahat Fateh Ali Khan – "Sajda"
- Star Screen Award for Best Male Playback – Shankar Mahadevan – "Noor-e-Khuda"
- Star Screen Award for Best Male Playback – Shafqat Ali – "Tere Naina"
- Star Screen Award for Best Lyricist – Niranjan Iyengar – "Noor-e-khuda"
- Star Screen Award for Best Lyricst – Niranjan Iyengar – "Sajda"
- Star Screen Award for Best Story – Shibani Bhatija
- Star Screen Award for Best Child Artist – Tanay Cheeda

6th Apsara Film & Television Producers Guild Awards
Виграв:
- Apsara Award for Best Director – Karan Johar
- Apsara Award for Best Actor  Readers' Choice – Male – Shahrukh Khan

Був в номінації:
- Apsara Award for Best Film – Dharma Productions
- Apsara Award for Best Actor in a Leading Role – Male – Shahrukh Khan
- Apsara Award for Best Actor in a Leading Role – Female – Kajol
- Apsara Award for Best Story – Shibani Bathija
- Apsara Award for Best Lyrics – Niranjan Iyengar for "Tere Naina"
- Apsara Award for Best Music – Shankar Ehsaan Loy
- Apsara Award for Best Male Singer – Shafqat Amaanat Ali Khan for "Tere Naina"
- Apsara Award for Best Female Singer – Richa Sharma for "Sajda"

International Indian Film Academy Awards
Виграв:
- Best Director – Karan Johar
- Best Actor – Shahrukh Khan
- Best Lyricist – Niranjan Iyengar for Sajdaa
- Best Background Score – Shankar Ehsaan Loy
- Best Story – Shibani Bhattija

Був в номінації:
- Best Movie
- Best Music Director – Shankar Ehsaan Loy
- Best Art Direction
- Best Cinematography
- Best Editing
- Best Screenplay – Shibani Bhattija
- Best Sound Recording
- Best Sound Re-Recording

Big Star Entertainment Awards
Виграв
- Big Star Award For Best Film – Dharma Productions
- Big Star Award For Best Music – Shankar Ehsan Loy

The Global Indian Film And Television Honors
Виграв
- Best Actor in a Lead Role – Male  – Shahrukh Khan
- Best Actor in a Supporting Role – Female  – Zarina Wahab